# Feldkirchen-Westerham
Feldkirchen-Westerham là một đô thị ở huyện Rosenheim, bang Bayern, Đức. Đô thị này tọa lạc 22 km về phía bắc của Rosenheim.